# 34D/Gale
34D/Gale – zagubiona kometa okresowa, należąca do rodziny komet Jowisza. Została ona zagubiona przez obserwatorów po ostatnim przejściu przez punkt przysłoneczny w 1938 roku.

## Odkrycie
Kometę tę odkrył astronom Walter Frederick Gale 7 czerwca 1927 roku w Sydney (Australia).
W nazwie znajduje się zatem nazwisko odkrywcy.

## Orbita komety
Orbita komety 34D/Gale miała kształt elipsy o mimośrodzie 0,76. Jej peryhelium znajdowało się w odległości 1,18 j.a., aphelium zaś 8,7 j.a. od Słońca. Jej okres obiegu wokół Słońca wynosił 11 lat, nachylenie do ekliptyki osiągnęło wartość 11,7˚.